# Wiry (powieść)
Wiry – powieść polityczna Henryka Sienkiewicza opublikowana w 1910 roku na łamach "Głosu Warszawskiego". W powieści tej autor wyraził krytyczny stosunek do ruchu socjalistycznego.